# Úz
Az Úz, másként Uz (románul: Uz) folyó Romániában, részben Erdélyben, részben Moldvában. A Csíki-havasokban, a Rugát-tető mellett ered, és Bákó megye területén, Dormánfalvánál ömlik a Tatrosba. Völgyében halad át a 123-as megyei út Csíkszentmárton és Dormánfalva között. Szép vízesései vannak.
Salatruc közelében található rajta az Úzmezei víztározó (románul Lacul de acumulare Poiana Uzului) (é. sz. 46° 19′ 35″, k. h. 26° 21′ 47″46.326389°N 26.363056°E). A gát 1973-ban épült, és 82 méter magas.
Mellékvize a Egerszék patak.

## Települések a folyó mentén
(Zárójelben a román név szerepel.)
- Csinód (Cinod)
- Úzvölgye (Valea Uzului)
- Salatruc (Sălătruc)
- Dormánfalva (Dărmănești)